# Giovanni da Barbiano
Giovanni da Barbiano (Barbiano, ... – Bologna, 27 settembre 1399) è stato un condottiero italiano.
Fu conte di Cunio e signore di Conselice, Lugo, Vignola e Zagonara.

## Biografia

### Gli inizi
Giovanni, figlio di Alidosio I, discendente di un'antica famiglia nobile di origine carolingia, i Da Barbiano, conti di Cunio e signori di Barbiano, Lugo e Zagonara, nacque a Barbiano in data sconosciuta. Fratello di Alberico, fu addestrato anche lui in giovane età all'arte militare, ponendosi in un primo tempo sotto il comando di Giovanni Acuto e più tardi al servizio del fratello nella sua Compagnia di San Giorgio.

### Primo assedio di Barbiano
Nel 1385 sconfisse i bolognesi e si reimpadronì di Barbiano, scacciando il capitano Giacomo Boccadiferro. In seguito restituì Zagonara agli Este; si unì poi con Azzo da Castello, Ceccolo Broglia, Brandolino III Brandolini, Conte da Carrara, Boldrino da Panicale devastando le Marche ed impadronendosi di uomini e di bestiame.

### Al servizio degli Este
Dopo aver servito molte signorie, fu assoldato dal marchese di Ferrara; nel 1395 promise a Simone di San Giorgio di portargli morto Azzo d'Este, per il compenso di trentamila ducati ed i castelli di Lugo e Conselice. Non riuscendo ad avere nelle mani l'estense, spinto da avidità di denaro, ricorse ad un criminoso inganno: uccise insieme al figlio Conselice, dopo avergli fatto indossare i vestiti dell'Este, un servo tedesco del condottiero Ato di Rodiglia di nome Cervo, il quale aveva fisicamente una grande rassomiglianza con Azzo e ne consegnò il cadavere ai legati ferraresi. Costoro tratti in inganno pagarono a Giovanni il prezzo del misfatto e a loro volta presentarono la vittima al marchese di Ferrara; Azzo, venuto a conoscenza della turpe mistificazione, assalì i ferraresi, facendo una strage.

### Secondo assedio di Barbiano
Sempre nel 1395, fu assediato a Barbiano da Astorre Manfredi e dagli estensi, i quali accerchiarono Lugo e gli altri castelli della sua famiglia. Si interpose in suo favore Gian Galeazzo Visconti, il quale minacciò di inviare il temibile fratello Alberico da Barbiano a sua difesa, riuscendo a far giungere ad una tregua le due parti. Un episodio di questo conflitto è riportato in una novella di Franco Sacchetti:

### Al soldo dei Visconti
Negli anni successivi Giovanni da Barbiano fu al soldo dei Visconti, con i quali prese parte alle vicende della guerra tra il duca di Milano e i collegati fiorentini; nella battaglia di Governolo ebbe il comando della terza schiera, e, con Pandolfo III Malatesta, riuscì a riequilibrare le sorti del combattimento condizionato temporaneamente dall'intervento di Ugolotto Biancardo.

### Gli ultimi anni
Stragi, violenze, ruberie e ogni sorta di vessazioni segnarono il suo passaggio nelle campagne e nelle città, fino a che nel 1399 fu fatto prigioniero a Spilamberto, nei pressi di Vignola, dai signori di Ferrara e di Bologna. Fu decapitato in piazza a Bologna il 27 settembre 1399 assieme a suo figlio, suo nipote, il conte Lippazzo, ed un altro parente, il conte Bunterato. È sepolto a Bologna nella Cattedrale di San Pietro con il figlio Conselice ed altri parenti.